# یوداکروا
یوداکروا (به لاتین: Udakerawa) یک منطقهٔ مسکونی در سری‌لانکا است که در استان جنوبی (سری‌لانکا) واقع شده‌است.